# Liste des églises du Val-de-Marne
La liste des églises du Val-de-Marne vise à situer les églises du département français du Val-de-Marne. Il est fait état des diverses protections dont elles peuvent bénéficier, et notamment les inscriptions et classements au titre des monuments historiques.

## Rattachement diocésain des églises catholiques
En ce qui concerne le culte catholique, les églises sont situées dans le diocèse de Créteil.

## Statistiques

### Nombres
Le département du Val-de-Marne comprend 47 communes au 1er janvier 2023.
Depuis 2022, le diocèse de Créteil compte 89 paroisses.

## Liste

### Église catholique
Les églises ci-après sont classées selon l'ordre alphabétique de leur commune.
La liste mentionne les protections dont elles peuvent bénéficier, notamment au titre des monuments historiques. Les notices correspondantes de la base Mérimée sont également indiquées le cas échéant.
| Église                                  | Commune                                          | Coordonnées                      | Notice         | Protection                          | Date | Illustration                            |
| --------------------------------------- | ------------------------------------------------ | -------------------------------- | -------------- | ----------------------------------- | ---- | --------------------------------------- |
| Église Notre-Dame-de-l'Assomption       | Ablon-sur-Seine                                  | 48° 43′ 18″ nord, 2° 25′ 02″ est | « IA00088186 » |                                     |      | Église Notre-Dame-de-l'Assomption       |
| Église Notre-Dame                       | Alfortville                                      | 48° 48′ 22″ nord, 2° 25′ 12″ est | « IA00130060 » |                                     |      | Église Notre-Dame                       |
| Église Saint-Pierre-Apôtre              | Alfortville                                      | 48° 47′ 23″ nord, 2° 25′ 40″ est |                |                                     |      | Église Saint-Pierre-Apôtre              |
| Ancienne église Saint-Pierre            | Alfortville                                      | 48° 47′ 23″ nord, 2° 25′ 40″ est | « IA00130061 » |                                     |      | Image manquante Téléverser              |
| Église Saint-Denys                      | Arcueil                                          | 48° 48′ 06″ nord, 2° 19′ 54″ est | « PA00079846 » | Classé MH                           | 1862 | Église Saint-Denys                      |
| Église Saint-Léger                      | Boissy-Saint-Léger                               | 48° 45′ 05″ nord, 2° 30′ 39″ est | « IA00028085 » |                                     |      | Église Saint-Léger                      |
| Église Notre-Dame-de-la-Plaine          | Boissy-Saint-Léger (La Haie-Griselle)            | 48° 45′ 17″ nord, 2° 30′ 06″ est |                |                                     |      | Image manquante Téléverser              |
| Église Saint-Paul-de-la-Plaine          | Bonneuil-sur-Marne                               | 48° 46′ 20″ nord, 2° 28′ 51″ est |                |                                     |      | Image manquante Téléverser              |
| Église Saint-Martin                     | Bonneuil-sur-Marne                               | 48° 46′ 30″ nord, 2° 29′ 21″ est | « IA00050784 » |                                     |      | Église Saint-Martin                     |
| Église Saint-Gervais-Saint-Protais      | Bry-sur-Marne                                    | 48° 50′ 07″ nord, 2° 31′ 11″ est | « IA00049912 » |                                     |      | Église Saint-Gervais-Saint-Protais      |
| Église Sainte-Germaine                  | Cachan                                           | 48° 47′ 31″ nord, 2° 20′ 04″ est | « IA94000387 » |                                     |      | Église Sainte-Germaine                  |
| Église Saint-Jean-l'Évangéliste         | Cachan                                           | 48° 47′ 31″ nord, 2° 19′ 20″ est | « IA94000338 » |                                     |      | Église Saint-Jean-l'Évangéliste         |
| Église Saint-Saturnin                   | Champigny-sur-Marne                              | 48° 48′ 42″ nord, 2° 30′ 41″ est | « PA00079858 » | Classé MH                           | 1913 | Église Saint-Saturnin                   |
| Église Saint-Bernadette                 | Champigny-sur-Marne                              | 48° 49′ 17″ nord, 2° 30′ 53″ est |                |                                     |      | Église Saint-Bernadette                 |
| Église Notre-Dame-du-Sacré-Cœur         | Champigny-sur-Marne (Cœuilly)                    | 48° 48′ 44″ nord, 2° 32′ 39″ est |                |                                     |      | Église Notre-Dame-du-Sacré-Cœur         |
| Église Sainte-Marie-du-Plant            | Champigny-sur-Marne                              | 48° 49′ 13″ nord, 2° 29′ 31″ est |                |                                     |      | Église Sainte-Marie-du-Plant            |
| Église Saint-Joseph                     | Champigny-sur-Marne (Le Tremblay)                | 48° 49′ 37″ nord, 2° 29′ 55″ est |                |                                     |      | Église Saint-Joseph                     |
| Église Saint-Pierre                     | Charenton-le-Pont                                | 48° 49′ 18″ nord, 2° 24′ 55″ est | « IA00060660 » |                                     |      | Église Saint-Pierre                     |
| Église Saint-Pierre                     | Chennevières-sur-Marne                           | 48° 47′ 42″ nord, 2° 31′ 49″ est | « PA00079863 » | Classé MH                           | 1920 | Église Saint-Pierre                     |
| Église Saint-Jean-XXIII                 | Chennevières-sur-Marne (Le Bois-l'Abbé)          | 48° 48′ 12″ nord, 2° 33′ 10″ est |                |                                     |      | Église Saint-Jean-XXIII                 |
| Église Sainte-Colombe                   | Chevilly-Larue                                   | 48° 46′ 17″ nord, 2° 21′ 15″ est | « PA00079865 » | Inscrit MH                          | 1928 | Église Sainte-Colombe                   |
| Cathédrale Saint-Louis-et-Saint-Nicolas | Choisy-le-Roi                                    | 48° 45′ 56″ nord, 2° 24′ 27″ est | « PA00079867 » | Classé MH                           | 1975 | Cathédrale Saint-Louis-et-Saint-Nicolas |
| Église Saint-Martin                     | Choisy-le-Roi                                    | 48° 45′ 09″ nord, 2° 24′ 56″ est |                |                                     |      | Église Saint-Martin                     |
| Église du Saint-Esprit                  | Choisy-le-Roi (Les Gondoles)                     | 48° 46′ 05″ nord, 2° 25′ 13″ est | « IA00119790 » |                                     |      | Église du Saint-Esprit                  |
| Cathédrale Notre-Dame                   | Créteil                                          | 48° 47′ 23″ nord, 2° 26′ 39″ est |                |                                     |      | Cathédrale Notre-Dame                   |
| Église Saint-Christophe                 | Créteil                                          | 48° 47′ 39″ nord, 2° 27′ 41″ est | « PA00079873 » | Inscrit MH                          | 1928 | Église Saint-Christophe                 |
| Église Saint-Pascal-Baylon              | Créteil                                          | 48° 48′ 11″ nord, 2° 27′ 36″ est |                |                                     |      | Image manquante Téléverser              |
| Église Saint-Pierre-du-Lac              | Créteil                                          | 48° 46′ 09″ nord, 2° 27′ 56″ est |                |                                     |      | Image manquante Téléverser              |
| Église Saint-Michel                     | Créteil (Le Mont-Mesly)                          | 48° 46′ 40″ nord, 2° 28′ 03″ est |                |                                     |      | Église Saint-Michel                     |
| Église Saint-Germain-l'Auxerrois        | Fontenay-sous-Bois                               | 48° 50′ 52″ nord, 2° 28′ 19″ est | « PA00079874 » | Inscrit MH                          | 1926 | Église Saint-Germain-l'Auxerrois        |
| Église Sainte-Marguerite                | Fontenay-sous-Bois                               | 48° 51′ 03″ nord, 2° 27′ 22″ est |                |                                     |      | Église Sainte-Marguerite                |
| Église Sainte-Thérèse                   | Fontenay-sous-Bois                               | 48° 51′ 24″ nord, 2° 28′ 17″ est |                |                                     |      | Église Sainte-Thérèse                   |
| Église Saint-Jean-XXIII                 | Fontenay-sous-Bois                               | 48° 51′ 04″ nord, 2° 28′ 58″ est |                |                                     |      | Église Saint-Jean-XXIII                 |
| Église Saint-Paul                       | Fresnes (La Vallée-aux-Renards)                  | 48° 45′ 58″ nord, 2° 19′ 27″ est | « EA94000009 » |                                     |      | Église Saint-Paul                       |
| Église Notre-Dame-de-la-Merci           | Fresnes                                          | 48° 45′ 18″ nord, 2° 19′ 22″ est |                |                                     |      | Église Notre-Dame-de-la-Merci           |
| Église Saint-Éloi                       | Fresnes                                          | 48° 45′ 24″ nord, 2° 19′ 17″ est | « IA94000073 » |                                     |      | Église Saint-Éloi                       |
| Église Saint-Saturnin                   | Gentilly                                         | 48° 48′ 56″ nord, 2° 21′ 06″ est | « PA00079878 » | Classé MH                           | 1989 | Église Saint-Saturnin                   |
| Église du Sacré-Cœur                    | Gentilly                                         | 48° 48′ 58″ nord, 2° 20′ 11″ est | « PA94000013 » | Inscrit MH                          | 2000 | Église du Sacré-Cœur                    |
| Église Saint-Léonard                    | L'Haÿ-les-Roses                                  | 48° 46′ 41″ nord, 2° 20′ 06″ est | « IA94000099 » |                                     |      | Église Saint-Léonard                    |
| Église Sainte-Louise                    | L'Haÿ-les-Roses                                  | 48° 46′ 19″ nord, 2° 19′ 46″ est | « IA94000100 » |                                     |      | Église Sainte-Louise                    |
| Église Saint-Pierre-Saint-Paul          | Ivry-sur-Seine                                   | 48° 48′ 39″ nord, 2° 22′ 58″ est | « PA00079880 » | Inscrit MH                          | 1929 | Église Saint-Pierre-Saint-Paul          |
| Église Saint-Jean-Baptiste              | Ivry-sur-Seine (Le Plateau)                      | 48° 48′ 14″ nord, 2° 22′ 41″ est | « IA00129993 » |                                     |      | Église Saint-Jean-Baptiste              |
| Église Sainte-Croix                     | Ivry-sur-Seine (Ivry-Port)                       | 48° 48′ 58″ nord, 2° 23′ 41″ est |                |                                     |      | Église Sainte-Croix                     |
| Église Notre-Dame-de-l'Espérance        | Ivry-sur-Seine                                   | 48° 49′ 05″ nord, 2° 22′ 18″ est | « IA00129992 » |                                     |      | Église Notre-Dame-de-l'Espérance        |
| Église Saint-Charles-Borromée           | Joinville-le-Pont                                | 48° 49′ 10″ nord, 2° 27′ 56″ est | « IA00050813 » | Patrimoine d'intérêt régional       | 2023 | Église Saint-Charles-Borromée           |
| Église Sainte-Anne                      | Joinville-le-Pont (Polangis)                     | 48° 49′ 19″ nord, 2° 28′ 39″ est |                |                                     |      | Église Sainte-Anne                      |
| Église de la Sainte-Famille             | Le Kremlin-Bicêtre                               | 48° 48′ 40″ nord, 2° 21′ 33″ est |                |                                     |      | Image manquante Téléverser              |
| Église du Saint-Curé-d'Ars              | Le Kremlin-Bicêtre                               | 48° 48′ 17″ nord, 2° 20′ 48″ est |                |                                     |      | Image manquante Téléverser              |
| Église Sainte-Madeleine                 | Limeil-Brévannes                                 | 48° 44′ 51″ nord, 2° 29′ 13″ est |                |                                     |      | Église Sainte-Madeleine                 |
| Église Saint-Martin                     | Limeil-Brévannes                                 | 48° 44′ 32″ nord, 2° 28′ 30″ est | « IA00027968 » |                                     |      | Église Saint-Martin                     |
| Église Saint-Rémi                       | Maisons-Alfort                                   | 48° 48′ 03″ nord, 2° 25′ 56″ est | « IA00070785 » |                                     |      | Église Saint-Rémi                       |
| Église Sainte-Agnès                     | Maisons-Alfort                                   | 48° 48′ 56″ nord, 2° 25′ 16″ est | « PA00079888 » | Classé MH                           | 1984 | Église Sainte-Agnès                     |
| Église Notre-Dame-du-Sacré-Cœur         | Maisons-Alfort                                   | 48° 48′ 27″ nord, 2° 26′ 32″ est | « IA00070783 » |                                     |      | Église Notre-Dame-du-Sacré-Cœur         |
| Église Saint-Thibault                   | Mandres-les-Roses                                | 48° 42′ 09″ nord, 2° 32′ 11″ est | « IA00027988 » |                                     |      | Église Saint-Thibault                   |
| Église Saint-Julien-de-Brioude          | Marolles-en-Brie                                 | 48° 43′ 56″ nord, 2° 33′ 03″ est | « PA00079892 » | Classé MH                           | 1909 | Église Saint-Julien-de-Brioude          |
| Église Saint-Saturnin                   | Nogent-sur-Marne                                 | 48° 50′ 14″ nord, 2° 29′ 14″ est | « PA00079894 » | Classé MH Clocher                   | 1862 | Église Saint-Saturnin                   |
| Église Saint-Philippe-et-Saint-Jacques  | Noiseau                                          | 48° 46′ 44″ nord, 2° 32′ 55″ est | « IA00028171 » |                                     |      | Église Saint-Philippe-et-Saint-Jacques  |
| Église Saint-Germain-de-Paris           | Orly                                             | 48° 44′ 33″ nord, 2° 23′ 47″ est | « PA00079896 » | Classé MH Chœur                     | 1996 | Église Saint-Germain-de-Paris           |
| Église Notre-Dame-de-l'Assomption       | Ormesson-sur-Marne                               | 48° 47′ 07″ nord, 2° 32′ 25″ est | « IA00028216 » | Patrimoine d'intérêt régional       | 2023 | Église Notre-Dame-de-l'Assomption       |
| Église Saint-Leu-et-Saint-Gilles        | Périgny                                          | 48° 41′ 43″ nord, 2° 33′ 05″ est | « IA00028022 » |                                     |      | Église Saint-Leu-et-Saint-Gilles        |
| Église Saint-Jean-Baptiste              | Le Perreux-sur-Marne                             | 48° 50′ 31″ nord, 2° 30′ 29″ est | « IA00050849 » |                                     |      | Église Saint-Jean-Baptiste              |
| Église Notre-Dame-de-Toutes-Grâces      | Le Perreux-sur-Marne                             | 48° 50′ 06″ nord, 2° 30′ 30″ est |                |                                     |      | Église Notre-Dame-de-Toutes-Grâces      |
| Église Sainte-Marguerite-Marie          | Le Perreux-sur-Marne                             | 48° 51′ 08″ nord, 2° 30′ 02″ est |                |                                     |      | Église Sainte-Marguerite-Marie          |
| Église Saint-Jean-Baptiste              | Le Plessis-Trévise                               | 48° 48′ 30″ nord, 2° 34′ 30″ est | « IA00028163 » |                                     |      | Église Saint-Jean-Baptiste              |
| Église Saint-Nicolas                    | La Queue-en-Brie                                 | 48° 47′ 06″ nord, 2° 34′ 44″ est | « PA94000002 » | Inscrit MH                          | 1996 | Église Saint-Nicolas                    |
| Église Saint-Jean                       | La Queue-en-Brie                                 | 48° 47′ 33″ nord, 2° 34′ 26″ est |                |                                     |      | Image manquante Téléverser              |
| Église Notre-Dame-de-l'Assomption       | Rungis                                           | 48° 44′ 50″ nord, 2° 21′ 00″ est | « PA94000010 » | Inscrit MH                          | 1999 | Église Notre-Dame-de-l'Assomption       |
| Église Notre-Dame                       | Rungis                                           | 48° 45′ 00″ nord, 2° 21′ 06″ est | « IA94000227 » |                                     |      | Église Notre-Dame                       |
| Église Notre-Dame                       | Saint-Mandé                                      | 48° 50′ 22″ nord, 2° 25′ 02″ est | « IA00074122 » |                                     |      | Église Notre-Dame                       |
| Église Notre-Dame-du-Rosaire            | Saint-Maur-des-Fossés                            | 48° 48′ 17″ nord, 2° 29′ 48″ est | « IA00059541 » |                                     |      | Église Notre-Dame-du-Rosaire            |
| Église Saint-Nicolas                    | Saint-Maur-des-Fossés                            | 48° 48′ 45″ nord, 2° 28′ 21″ est | « PA00079901 » | Classé MH                           | 1947 | Église Saint-Nicolas                    |
| Église Sainte-Marie-aux-Fleurs          | Saint-Maur-des-Fossés                            | 48° 48′ 19″ nord, 2° 28′ 29″ est |                |                                     |      | Église Sainte-Marie-aux-Fleurs          |
| Église Saint-François-de-Sales          | Saint-Maur-des-Fossés                            | 48° 47′ 34″ nord, 2° 29′ 13″ est | « IA00059540 » |                                     |      | Église Saint-François-de-Sales          |
| Église Saint-Hilaire                    | Saint-Maur-des-Fossés (La Varenne-Saint-Hilaire) | 48° 47′ 23″ nord, 2° 30′ 44″ est |                |                                     |      | Église Saint-Hilaire                    |
| Église Saint-André                      | Saint-Maurice                                    | 48° 49′ 19″ nord, 2° 25′ 23″ est | « IA00060712 » |                                     |      | Église Saint-André                      |
| Église des Saints-Anges-Gardiens        | Saint-Maurice                                    | 48° 48′ 57″ nord, 2° 27′ 22″ est | « IA00060713 » |                                     |      | Église des Saints-Anges-Gardiens        |
| Église Saint-Maurice                    | Saint-Maurice                                    | 48° 49′ 06″ nord, 2° 25′ 58″ est | « IA00060714 » |                                     |      | Église Saint-Maurice                    |
| Église Saint-Germain-d'Auxerre          | Santeny                                          | 48° 43′ 32″ nord, 2° 34′ 20″ est | « IA00028041 » |                                     |      | Église Saint-Germain-d'Auxerre          |
| Église Saint-Martin                     | Sucy-en-Brie                                     | 48° 46′ 08″ nord, 2° 31′ 16″ est | « PA00079909 » | Inscrit MH Chœur, transept, clocher | 1926 | Église Saint-Martin                     |
| Église Sainte-Jeanne-de-Chantal         | Sucy-en-Brie                                     | 48° 46′ 36″ nord, 2° 30′ 50″ est |                |                                     |      | Église Sainte-Jeanne-de-Chantal         |
| Église Saint-Leu-Saint-Gilles           | Thiais                                           | 48° 45′ 50″ nord, 2° 23′ 22″ est | « PA00079910 » | Inscrit MH                          | 1929 | Église Saint-Leu-Saint-Gilles           |
| Église de l'Assomption                  | Valenton                                         | 48° 44′ 47″ nord, 2° 28′ 04″ est | « IA00120764 » |                                     |      | Église de l'Assomption                  |
| Église Notre-Dame-de-l'Assomption       | Villecresnes                                     | 48° 43′ 16″ nord, 2° 31′ 59″ est | « PA00079913 » | Inscrit MH                          | 1987 | Église Notre-Dame-de-l'Assomption       |
| Église Saint-Cyr-Sainte-Julitte         | Villejuif                                        | 48° 47′ 32″ nord, 2° 21′ 49″ est | « PA00079914 » | Inscrit MH                          | 1928 | Église Saint-Cyr-Sainte-Julitte         |
| Église Sainte-Thérèse                   | Villejuif                                        | 48° 48′ 10″ nord, 2° 21′ 43″ est | « IA94000146 » |                                     |      | Église Sainte-Thérèse                   |
| Église Sainte-Colombe                   | Villejuif                                        | 48° 46′ 48″ nord, 2° 21′ 41″ est | « IA94000204 » |                                     |      | Église Sainte-Colombe                   |
| Église Notre-Dame-des-Apôtres           | Villejuif                                        | 48° 47′ 18″ nord, 2° 22′ 26″ est |                |                                     |      | Église Notre-Dame-des-Apôtres           |
| Église Saint-Georges                    | Villeneuve-Saint-Georges                         | 48° 43′ 57″ nord, 2° 26′ 59″ est | « PA00079919 » | Inscrit MH                          | 1925 | Église Saint-Georges                    |
| Église Notre-Dame-de-Lourdes            | Villeneuve-Saint-Georges                         | 48° 44′ 31″ nord, 2° 27′ 08″ est | « IA00126299 » |                                     |      | Image manquante Téléverser              |
| Église Sainte-Geneviève                 | Villeneuve-Saint-Georges (Villeneuve-Triage)     | 48° 44′ 58″ nord, 2° 26′ 07″ est | « IA00126298 » |                                     |      | Église Sainte-Geneviève                 |
| Église Saint-Pierre-Saint-Paul          | Villeneuve-le-Roi                                | 48° 44′ 06″ nord, 2° 24′ 29″ est | « PA00079917 » | Inscrit MH Chœur et clocher         | 1947 | Église Saint-Pierre-Saint-Paul          |
| Église Saint-Pierre-Saint-Charles       | Villeneuve-le-Roi                                | 48° 44′ 05″ nord, 2° 25′ 10″ est | « IA00088213 » |                                     |      | Église Saint-Pierre-Saint-Charles       |
| Église Saint-Jacques-Saint-Christophe   | Villiers-sur-Marne                               | 48° 49′ 36″ nord, 2° 32′ 33″ est | « IA00028141 » |                                     |      | Église Saint-Jacques-Saint-Christophe   |
| Église Saint-Louis                      | Vincennes                                        | 48° 50′ 53″ nord, 2° 25′ 09″ est | « PA00133019 » | Classé MH                           | 1996 | Église Saint-Louis                      |
| Église Notre-Dame                       | Vincennes                                        | 48° 50′ 51″ nord, 2° 26′ 20″ est | « IA00075806 » | Patrimoine d'intérêt régional       | 2018 | Église Notre-Dame                       |
| Église Saint-Germain                    | Vitry-sur-Seine                                  | 48° 47′ 30″ nord, 2° 23′ 38″ est | « PA00079921 » | Classé MH                           | 1862 | Église Saint-Germain                    |
| Église Saint-Roger                      | Vitry-sur-Seine                                  | 48° 47′ 52″ nord, 2° 22′ 45″ est |                |                                     |      | Image manquante Téléverser              |
| Église Notre-Dame-de-Nazareth           | Vitry-sur-Seine                                  | 48° 47′ 16″ nord, 2° 21′ 13″ est | « EA94000013 » |                                     |      | Église Notre-Dame-de-Nazareth           |
| Église Saint-Paul                       | Vitry-sur-Seine                                  | 48° 46′ 44″ nord, 2° 23′ 55″ est | « IA94000011 » |                                     |      | Église Saint-Paul                       |

### Église orthodoxe
| Église                                                            | Commune     | Coordonnées                      | Notice         | Protection | Date | Illustration                                                     |
| ----------------------------------------------------------------- | ----------- | -------------------------------- | -------------- | ---------- | ---- | ---------------------------------------------------------------- |
| Église Saint-Paul-et-Saint-Pierre (Église apostolique arménienne) | Alfortville | 48° 47′ 24″ nord, 2° 25′ 28″ est | « IA00130063 » |            |      | Église Saint-Paul-et-Saint-Pierre(Église apostolique arménienne) |
| Église Archange-Michel-et-Saint-Georges (Église copte orthodoxe)  | Villejuif   | 48° 47′ 23″ nord, 2° 22′ 05″ est |                |            |      | Église Archange-Michel-et-Saint-Georges(Église copte orthodoxe)  |

### Protestantisme
| Église            | Commune            | Adresse        | Coordonnées                      | Illustration      |
| ----------------- | ------------------ | -------------- | -------------------------------- | ----------------- |
| Temple protestant | Boissy-Saint-Léger | 4 rue Mercière | 48° 45′ 05″ nord, 2° 30′ 54″ est | Temple protestant |
| Temple            | Charenton-le-Pont  | 12 rue Guérin  | 48° 49′ 25″ nord, 2° 24′ 58″ est | Temple            |